# Орендовська Лідія Василівна
Лідія Василівна Орендовська (нар. 24 квітня 1911, Житомир — пом. 2003) — українська скульпторка, член Спілки художників України з 1958 року.

## Біографія
Народилася 24 квітня 1911 року в місті Житомирі (тепер Україна). 1941 року закінчила факультет скульптури Київського художнього інституту (викладачі Макс Гельман, Бернард Кратко, Леонід Шервуд).
Жила в Києві в будинку на вулиці Малокитаївській № 29, квартира 10, потім в Ужгороді в будинку на проспекті Свободи № 51, квартира 48. Померла у 2003 році.

## Творчість
Працювала в галузі станкової скульптури. Серед робіт:
- Голова дівчини» (1957);
- «Материнство» (1958, у співавторстві з А. Любарським);
- «Юність» (1960);
- портрет Алішера Навої (1962);
- портрет учасника революційного повстання заводу «Арсенал» 1917—1918 років М. Шафранського (1964).

Брала участь у республіканських виставках з 1957 року.